# Bénédicte Galup
Pour les articles homonymes, voir Galup.
Bénédicte Galup, née à Gassin (Var) en 1964, est une réalisatrice française.

## Biographie
Elle passe toute son enfance en Méditerranée : Bastia, Narbonne puis Montpellier où elle obtient le diplôme de l'École des Beaux Arts. À sa sortie de l'école, elle travaille pour la société  La Fabrique à Saint-Laurent-le-Minier où elle découvre sa passion pour l'animation, sous la houlette d'autres réalisateurs comme Michel Ocelot, Jean-François Laguionie, Sylvain Chomet ou Federico Vitali qui lui apprennent le métier. Dans ce cocon cévenol, du papier découpé au dessin animé, de la pellicule argentique au système informatique, elle s'essaie à tout et lie des amitiés.

## Réalisations

### Comme animatrice
- 1988- 1989 : animatrice de la série télévisée Ciné Si, réalisée par Michel Ocelot, qui devient plus tard le long métrage Princes et Princesses
- 1989 - 1995 : vérification de l'animation sur les séries télévisées La maison bleue (réalisée par Henri Heidsieck et Les animaux du bois de quat'sous (réalisée par Philippe Leclerc)
- 1995 - 1998 : directrice du studio info-graphique 2D pour le long-métrage Kirikou et la Sorcière, réalisé par Michel Ocelot
- 1999 - 2000 : assistante réalisatrice pour la série télévisée Belphégor
- 2001 - 2002 : directrice du studio info-graphique 2D pour le long métrage Les Triplettes de Belleville, réalisé par Sylvain Chomet

### Comme réalisatrice
- 2003 - 2005 : coréalisatrice avec Michel Ocelot du long-métrage Kirikou et les Bêtes sauvages
- 2006 - 2007 : réalisatrice du Spécial TV La Clé, auteur graphique Frédéric Bezian, auteur synopsis Pascale Maret, scénariste Pierre Coré

### Comme scénariste
- 2015 : participation à l'adaptation et aux dialogues du scénario du long métrage Adama de Simon Rouby[1].